# Girella leonina
Girella leonina és una espècie de peix pertanyent a la família dels kifòsids.

## Descripció
- Pot arribar a fer 46 cm de llargària màxima.[6][7]

## Hàbitat
És un peix marí, associat als esculls i de clima subtropical que viu entre 1 i 15 m de fondària.

## Distribució geogràfica
Es troba al Pacífic: des del Japó fins a Hong Kong i l'atol Midway.

## Costums
És bentopelàgic.

## Observacions
És inofensiu per als humans.